# Tanya Hunks
Tanya Hunks (Brantford, 24 de agosto de 1980) es una deportista canadiense que compitió en natación, en la modalidad de aguas abiertas. Ganó una medalla de bronce en el Campeonato Pan-Pacífico de Natación de 2006, en la prueba de 10 km.

## Palmarés internacional
| Campeonato Pan-Pacífico | Campeonato Pan-Pacífico | Campeonato Pan-Pacífico | Campeonato Pan-Pacífico |
| Año                     | Lugar                   | Medalla                 | Prueba                  |
| ----------------------- | ----------------------- | ----------------------- | ----------------------- |
| 2006                    | Victoria (Canadá)       | Medalla de bronce       | 10 km                   |